# Taurocheros tarangophilus
Taurocheros tarangophilus is een eenoogkreeftjessoort uit de familie van de Lernaeidae. De wetenschappelijke naam van de soort is voor het eerst geldig gepubliceerd in 1977 door Paggi.